# Malcolm Plaw MacLeod
Malcolm Plaw MacLeod, kanadski letalski častnik, vojaški pilot in letalski as, * 24. januar 1897, Arnprior, Ontario, † februar 1960.
Nadporočnik MacLeod je v svoji vojaški službi dosegel 7 zračnih zmag.

## Življenjepis
Med prvo svetovno vojno je bil pripadnik 41. eskadrilje Kraljevega letalskega korpusa; letel je s S.E.5a.
Med drugo svetovno vojno je služil v Kraljevem kanadnskem vojnem letalstvu.

## Odlikovanja
- Distinguished Flying Cross (DFC)
- Croix de Guerre (Belgija)